# Kölnturm

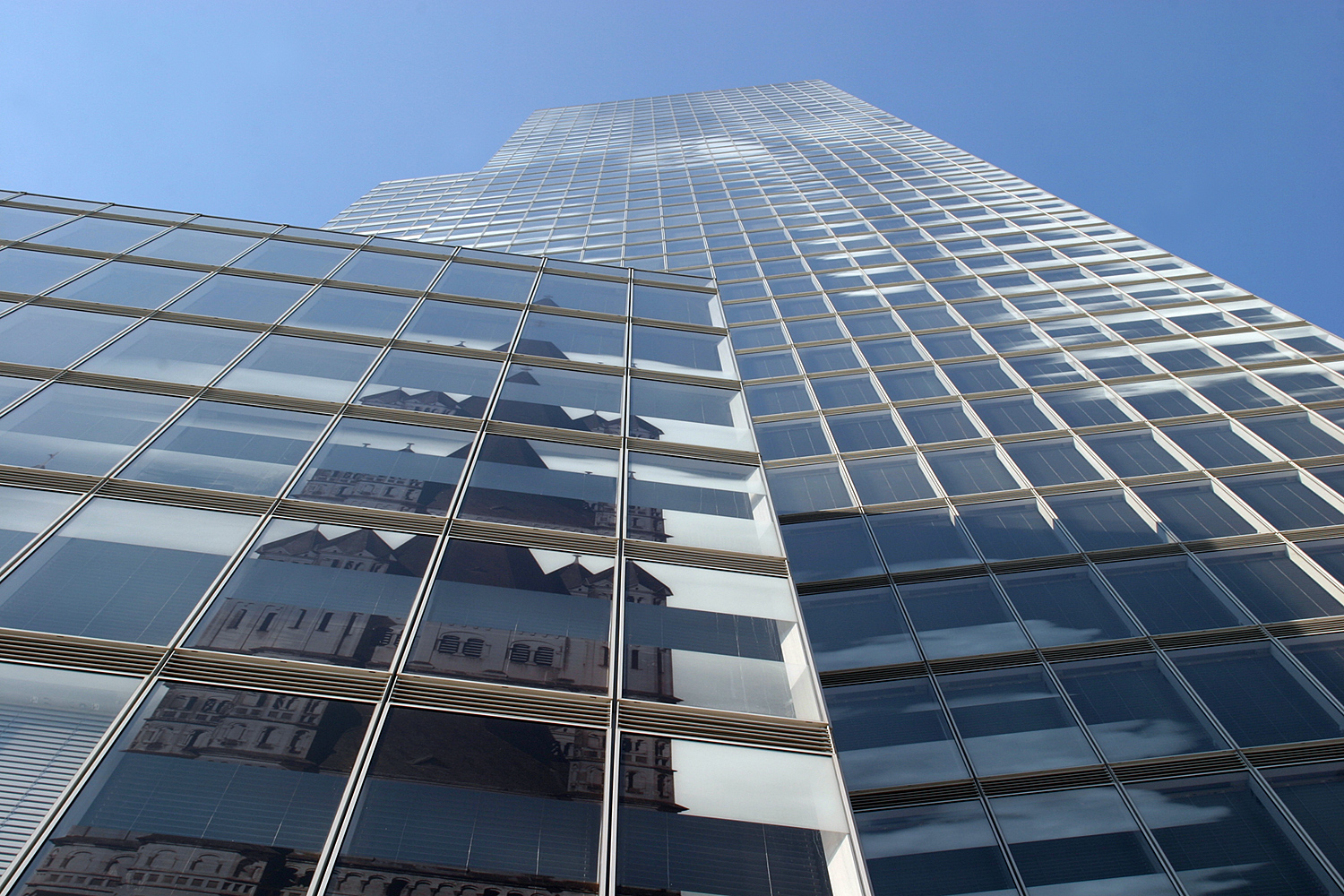
Fassade des Kölnturms

Der Kölnturm (Eigenschreibweise KölnTurm) ist mit 148,1 Metern (165,5 Meter mit Antenne) das höchste Bürogebäude in Köln und nach dem Post Tower in Bonn das zweithöchste Hochhaus in Nordrhein-Westfalen. Er wurde in zweieinhalb Jahren, vom 1. Juni 1999 (Grundsteinlegung) bis 21. November 2001 (Einweihung), im Kölner Mediapark gebaut. Das Gebäudeensemble im Stadtteil Köln-Neustadt-Nord soll die Stadt Köln als Medienstandort aufwerten und Unternehmen aus der Branche Büro-, Kongress- und Konferenzräume bieten. Die Dachterrasse auf der 30. Etage ist für Besucher des dortigen Restaurants öffentlich zugänglich.

## Architektur
Das Stahlbetongebäude entstand in Zusammenarbeit zwischen dem 2005 von Kohl & Kohl in Kohl:Fromme umfirmierten Architekturbüro und dem Pariser Architekten Jean Nouvel. Es enthält einen tragenden Mittelkern und zum Rand der einzelnen Geschosse hin Pendelstützen. Der Baubeginn erfolgte 1997, die Bauarbeiten wurden 1998 unterbrochen, die Einweihung erfolgte im Sommer 2001. Ein 18 Meter hoher Sendemast bildet den oberen Abschluss des in drei verschiedene Grundrissbereiche aufgeteilten Turms.
Insgesamt hat der Turm 43 Stockwerke, die durch sechs Aufzüge mit einer Geschwindigkeit von fünf Metern pro Sekunde erreicht werden können.

## Kunst am Bau
Die Glasfassade des Gebäudes wurde mit einer neuartigen Technik gestaltet, um einen reflektierenden Effekt zu erreichen: Je nach Lichteinstrahlung changieren die im Siebdruckverfahren aufgebrachten und eingebrannten Bilder in Farbe und Form. Als Motive wurden der Kölner Dom und die Silhouette der Kölner Altstadt mit bewölktem Himmel gewählt.
Von 2003 bis 2022 erzeugte eine Lichtskulptur des Künstlers Heinz Mack an der Außenfassade durch 352 Strahler zwischen dem 31. und dem 41. Stock ein dichtes, großflächiges Raster oder Netz von Lichtpunkten. Computergesteuert wurde ein rhythmischer Ablauf zwischen den einzelnen Etagen und deren waagerechten „Lichterketten“ dargestellt. Am 10. Januar 2025 wurde die Installation einmalig wieder eingeschaltet, ist seitdem jedoch nicht aktiv.

## Senderstandort

### Analoger Hörfunk (UKW)
Vom Antennenmast auf der Spitze des Kölnturms werden drei UKW-Frequenzen, hauptsächlich für die nördlichen Kölner Stadtteile, ausgestrahlt. Auf 98,6 MHz mit 501 Watt WDR 2 Regionalfenster Köln und auf 87,60 MHz mit 298 Watt WDR 1LIVE. Bis zum 2. August 2010 wurde auf 89,9 MHz Deutschlandradio Kultur mit 30 Watt verbreitet. Diese Ausstrahlung wurde aufgegeben, nachdem Deutschlandradio Kultur die reichweitenstarke Frequenz 96,5 MHz von BFBS Radio am Sender Langenberg übernommen hat. Trotz der geringen Sendeleistungen sind die Frequenzen aufgrund der exponierten Antennenhöhe in den nördlichen Stadtteilen in ausreichender Qualität zu empfangen. Der Kölnturm ersetzt damit seit 2002 den ehemaligen UKW-Senderstandort auf dem nahegelegenen, niedrigeren Hansahochhaus am Hansaring. Andere UKW-Senderstandorte in Köln sind das Fernmeldeamt in der Sternengasse, der Fernsehturm Colonius und der Funkturm Pollonius in Poll.
| Frequenz (MHz) | Programm | ERP (kW) | Antennendiagramm rund (ND)/gerichtet (D) |
| -------------- | -------- | -------- | ---------------------------------------- |
| 98,6           | WDR 2    | 0,5      | ND                                       |
| 88,0           | 1Live    | 0,3      | D (60° - 235°)                           |

### Digitales Radio (DAB/DAB+)
DAB beziehungsweise der Nachfolgestandard DAB+ wird in vertikaler Polarisation und im Gleichwellenbetrieb mit anderen Sendern ausgestrahlt. Am 29. August 2012 erfolgte der Wechsel von DAB-Kanal 12D auf DAB-Kanal 11D. Über diesen wird derzeit der Multiplex Radio für NRW mit den Programmen des WDR mit einer Leistung von 10 kW ERP übertragen.
| Block                        | Programme (Datendienste) | ERP (kW) | Antennen- diagramm rund (ND), gerichtet (D) | Polarisation horizontal (H)/ vertikal (V) | Gleichwellennetz (SFN) |
| ---------------------------- | --- | -------- | ------------------------------------------- | ----------------------------------------- | --- |
| 11D Radio für NRW (D__00236) | - 1 Live (88 kbps) - 1 Live diggi (88 kbps) - WDR 2 Rhein-Ruhr (RR) (88 kbps) - WDR 2 Ostwestfalen-Lippe (OW) (88 kbps) - WDR 2 Südwestfalen (SW) (88 kbps) - WDR 3 (120 kbps) - WDR 4 Rhein-Ruhr (RR) (88 kbps) - WDR 4 Ostwestfalen-Lippe (OW) (88 kbps) - WDR 4 Südwestfalen (SW) (88 kbps) - WDR 5 (88 kbps) - WDRcosmo (80 kbps) - WDR Maus (80 kbps) - WDR Event (56 kbps) - WDR EPG (8 kbps) - ARD TPEG (16 kbps) | 10       | ND                                          | V                                         | - Region Aachen: Aachen (Stolberg-Donnerberg), Eifel (Dahlem-Bärbelkreuz) - Bergisches Land: Engelskirchen (Hohe Warte), Gummersbach (Kerberg), Remscheid (Hohenhagen), Wuppertal (Auf der Königshöhe) - Rheinland: Bonn (Venusberg), Köln (Kölnturm) - Rhein-Ruhr: Düsseldorf (Rheinturm), Gelsenkirchen-Scholven, Kleve (Bresserberg), Langenberg (Hordtberg), Viersen (Süchtelner Höhen) - Ruhrgebiet: Dortmund (Florianturm) - Münsterland: Ibbenbüren (Blomenkamp), Münster (Nottuln-Baumberge), Oelde (Mackenberg), Schöppingen - Ostwestfalen-Lippe: Bad Oeynhausen (P.Westf.-Wittekindsberg), Bielefeld (Hünenburg), Herford (Eggeberg), Höxter (Holzminden), Stemwede (Arrenkamp), Teutoburger Wald (Bielstein), Warburg, Willebadessen (Eggegebirge) - Südwestfalen: Biedenkopf (Sackpfeife), Ederkopf (Oberste Henn), Hallenberg (Bollerberg), Hochsauerland (Hunau), Lennestadt (Kuhhelle), Meschede, Nordhelle, Olsberg, Siegen (Giersberg) |
| 9A                           | WDR 2 WDR 4 | 5,6      | ND                                          | V                                         | |